# 格纽
格纽，是匈牙利杰尔-莫雄-肖普朗州所辖的一个村。总面积21.63平方公里，总人口3140，人口密度145.2人/平方公里（2011年1月1日）。